# Contea di Tenda
La contea di Tenda (in francese: Comté de Tende in Intemelio: Cuntea de Tenda) era una contea che si estendeva in alta val Roia, valle Vermenagna, l'alta val Tanaro nel basso medioevo.  Inoltre aveva due enclavi Castellaro e Prelà. Sino al XIV secolo incluse la contea di Bussana, nell'antica Marca di Albenga, sulla riviera ligure. 

Sino alla fine del XV secolo il suo nome ufficiale fu "contea di Ventimiglia", di cui faceva parte, avendo Guglielmino conte di Ventimiglia ceduto alcuni diritti sulla città di Ventimiglia al conte di Provenza. I fratelli di Guglielmino, Guglielmo Pietro I e Pietro Balbo, spostarono la sede principale della  contea di Ventimiglia nella cittadina e rocca di  Tenda, mantenendo il  titolo di conti di Ventimiglia, signori di Tenda, Briga e Castellar.
Nel 1261 Guglielmo Pietro I di Ventimiglia ottiene in sposa Eulogìa Lascaris, figlia dell'imperatore bizantino Teodoro II Ducas Lascaris (1221 – 1258), Il paese di Tenda formerà uno stato cuscinetto, indipendente, tra i domini dei Savoia, la Repubblica di Genova e la contea di Nizza degli Angioini. 

Dal 1275 fino al 1400 la contea si estenderà sempre più arrivando a comprendere:
- Prelà (IM)
- Limone (CN)
- Vernante (CN)

La contea arrivava quindi a pochi chilometri dal mar Ligure e comprendeva il colle di Tenda, sull'importante tragitto tra Torino e la riviera ligure, nonché l'importantissima Via del Sale, fra il Piemonte e Nizza. Oltre alle signorie di Maro e Prelà, recente acquisto di Onorato I nelle valli che sboccano ad Oneglia (1455). 
Nel 1388 i Savoia ottennero dagli Angioini la contea di Nizza. Da allora anche il territorio di Tenda cominciò ad entrare nell'orbita degli interessi sabaudi. I Savoia acquisirono inizialmente diritti su Limone, Briga Marittima e Briga Alta, col progetto di annettersi completamente la contea. 

Nel 1501 avvenne il matrimonio tra l'ultima esponente della dinastia Lascaris, Anna di Tenda e un cadetto illegittimo di Casa Savoia, Renato di Savoia (figlio di Filippo II, detto il senza terra e della di lui amante Libera Portoneri). 
Tra gli anni 1578 e 1580 il duca di Savoia Emanuele Filiberto ottenne l'annessione diretta della contea di Tenda, facilitata dalla morte senza figli maschi dell’ultimo erede della casata mista locale e sabauda. Il duca Carlo Emanuele I, succeduto a Emanuele Filiberto nel 1580, come primo atto migliorò l'importantissima strada del Colle di Tenda e incominciò la costruzione del celebre traforo che si prolungò per alcuni secoli.